# Basiliche paleocristiane di Cimitile

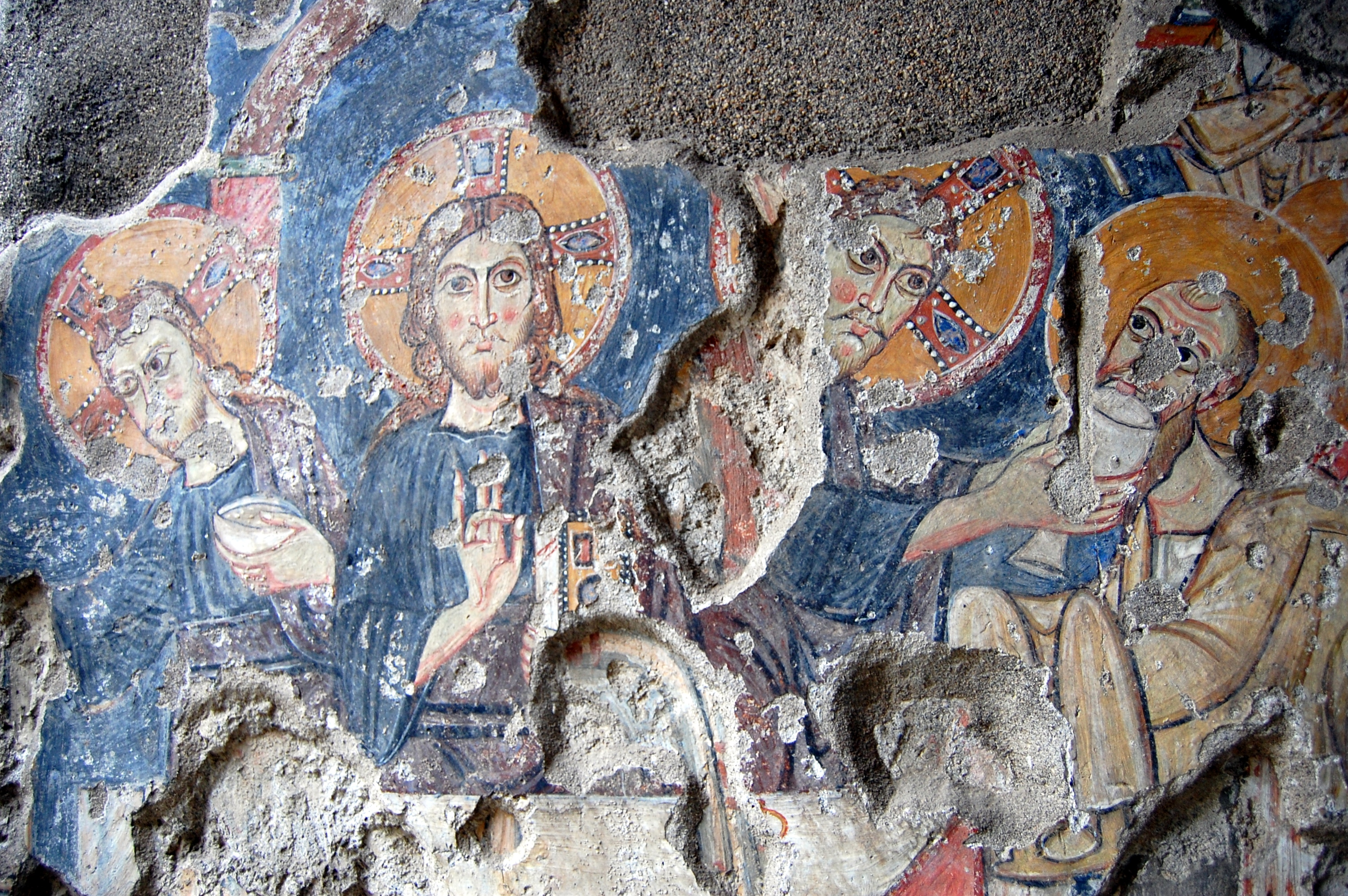
Affresco nel complesso paleocristiano del Cristo con l'eucaristia

Il complesso delle Basiliche paleocristiane di Cimitile è costituito da vari edifici di culto che sorgono a Cimitile, in provincia di Napoli, e dedicati ai santi Felice, Stefano, Tommaso, Calionio, Giovanni, ai Martiri e alla Madonna degli Angeli.
Gli edifici più antichi risalgono al IV secolo, ma il periodo di massimo splendore va dalla fine del IV secolo all'inizio del V, allorché il nobile Ponzio Anicio Meropio Paolino vi si ritirò come monaco, prima di diventare Vescovo di Nola intorno al 409.
Danneggiato da una disastrosa alluvione nella prima metà del VI secolo, si riprese ben presto e diventò un celebre santuario. La basilica di San Felice, retta da un preposito, dal 1599 rimase alle dipendenze del Capitolo Cattedrale nolano e solo nel 1675 riacquistò l'autonomia. Agli inizi del XVIII secolo la parte orientale della basilica di San Felice fu distrutta per costruire la nuova chiesa parrocchiale. Nel XIX secolo il santuario conobbe un lungo periodo di abbandono; tra il 1933 ed il 1960, ad opera dell'architetto Gino Chierici, fu sottoposto a importanti lavori di scavo e di restauro, ripresi e continuati dopo il 1988 fino al presente.

## Basilica di San Felice
La basilica di San Felice (detta anche Basilica Vetus) ha un orientamento est-ovest, ed è costituita da due absidi contrapposte e da una edicola, che racchiude la tomba di San Felice.
Alla primitiva basilica a pianta quadrata fu sostituita una più ampia aula con abside a nord e ingresso a sud. Nella seconda metà del IV secolo vi fu aggiunto un edificio absidato a tre navate con asse est-ovest, indicato con il nome di «basilica orientale». Tra il 484 e il 523 intorno alla tomba dei santi Felice e Paolino fu costruita un'edicola decorata a mosaici su sfondo oro e azzurro. Ora la basilica ha una pianta centrale.
Il campanile, situato tra l'abside occidentale e l'ingresso della basilica, a pianta quadrata, fu costruito tra XII e XIII secolo.

## Basilica nova
La Basilica nova fu fatta edificare da Paolino tra il 401 ed il 403, a nord di quella già esistente, alla quale fu collegata da un atrio e da un triplice ingresso. Era articolata in tre navate, separate da undici colonne, con quattro cappelle laterali ed un'abside trichora, il cui catino era decorato da un mosaico andato perduto, ma descritto nella lettera 32 di Paolino a Sulpicio Severo.
Dopo il crollo, seguito all'alluvione del VI secolo, fu adibita ad uso funerario, mentre, nel basso medioevo, i resti della trichora e delle due arcate antistanti della navata centrale furono trasformate nella chiesa di San Giovanni.

## Basilica di Santo Stefano
La basilica di Santo Stefano ha un orientamento est-ovest ed è a navata unica con abside; fu edificata nel V secolo, prima dell'alluvione. Preceduta da un atrio, presenta un arco trionfale sorretto da due colonne scanalate con capitelli corinzi, due arcate nelle pareti laterali, di cui una è murata, e strutture in muratura al centro della navata di incerta funzione.

## Basilica di San Tommaso
La basilica di San Tommaso, a navata unica absidata e orientamento est-ovest, fu costruita tra il VI e il VII secolo per uso funerario sullo strato alluvionale. Contiene ottantaquattro tombe, che conservano oggetti databili tra il VI e il VII secolo.
Sulla parete meridionale sono visibili alcuni volti di santi dipinti nel XIV secolo. È affiancata da un campanile a pianta quadrata con copertura a bulbo, edificato alla fine dell'XIX secolo.

## Cappella dei Santi Martiri

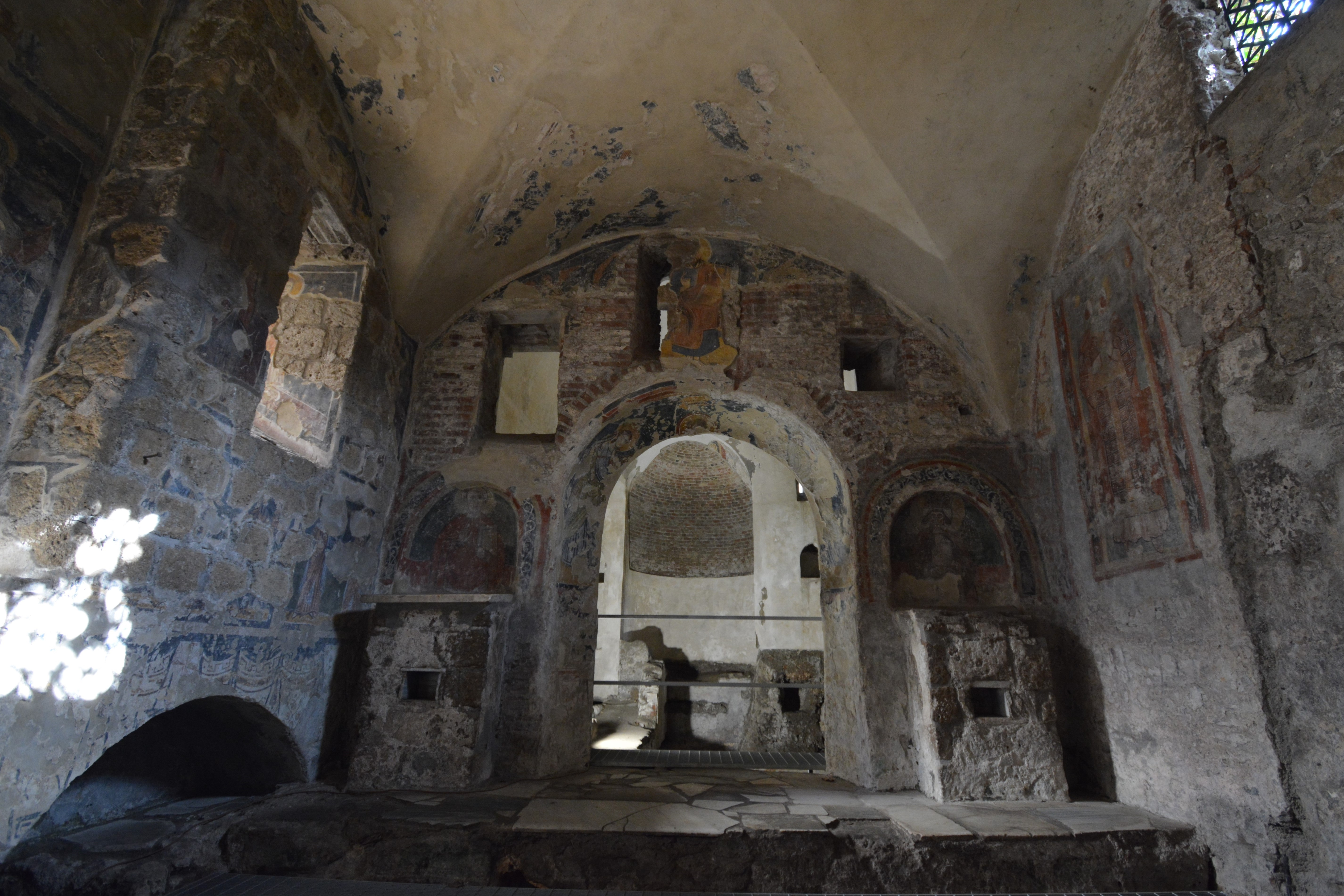
Cappella dei Santi Martiri

La cappella dei Santi Martiri è il risultato della trasformazione di un mausoleo funerario del III secolo. Comprende vari ambienti con pittura databili alla seconda metà del III secolo.
All'inizio del X secolo il vescovo Leone III la trasformò in oratorio con abside, due altari a blocchi con nicchie e protiro, recante l'iscrizione: «Leo tertius episcopus fecit».

## Cappella di San Calionio
La cappella di San Calionio, piccolo edificio absidato con orientamento est-ovest, è situata lungo la parete occidentale della navata destra della basilica di San Felice.
Costruita prima del V secolo, fu ristrutturata dal vescovo Leone III con un altare centrale e due nicchie laterali, recanti le figure dei santi Felice e Paolino.

## Cappella di Santa Maria degli Angeli
La cappella di Santa Maria degli Angeli, edificata sul lato nord dell'abside occidentale di San Felice, è un edificio a pianta quadrata, con volta a crociera, di età basso-medievale.
Il complesso è arricchito da numerosi reperti archeologici conservati nell'attiguo museo.